# يوليسيس إس. ويب
يوليسيس إس. ويب (بالإنجليزية: Ulysses S. Webb)‏ هو محامي أمريكي، ولد في 29 سبتمبر 1864 في فليمنغتون في الولايات المتحدة، وتوفي في 31 يوليو 1947 في سان فرانسيسكو في الولايات المتحدة.